# Joy Marshall
Joy Marshall (* 1936 in New York City als Joan Pipkins King; † im November 1968 in London) war eine US-amerikanische Pop- und Jazzsängerin, die in den 1960er-Jahren in Großbritannien tätig war.

## Leben und Wirken
Marshall erhielt zunächst in Kirchenchören eine erste Gesangsausbildung; in den 1950er Jahren war sie für die Marine als Sängerin in einer Bigband der Streitkräfte tätig. Die beständige Clubarbeit half ihr dabei, ihren Stil, Technik und ein Repertoire zu entwickeln. Als sie in San Franciscos Club Purple Onion auftrat, überzeugte Royston Marker sie, nach London zu ziehen, wo sie einen Neuanfang bekommen würde. So zog sie 1961 nach London und heiratete 1962 den Altsaxophonisten Peter King; doch die Ehe entwickelte sich rasch auseinander.
Zunächst trat Marshall als Cabaretsängerin in Clubs Londons auf; 1962 nahm sie das Label Ember Records unter Vertrag, bei dem sie eine erste Single veröffentlichen konnte, „Love Can Change So Many Things“. 1963 vertrat sie Cleo Laine in Johnny Dankworths Band. Danach wurde sie eine beliebte Londoner Nachtclub-Sängerin und trat im BBC und 1964 in der Dokumentation London in the Raw auf. Sie sang ferner auf dem britischen Sender ATV mit dem Jack Parnell Orchestra 1964 in der Sendung Hello, Young Lovers. Zu sehen war sie zwischen 1963 und 1968 in zahlreichen TV-Shows und Serien wie The 6:25 Show, Open House, Muses with Milligan, Mild and Bitter, Five O'Clock Club, Juke Box Jury und Ready, Steady, Go!.
Marshall legte bei Decca mehrere Singles vor, wie „The More I See You“, ein Song von Harry Warren und Mack Gordon, mit dem sie auf #34 der britischen Pop-Charts gelangte, darunter auch, produziert von Mike Leander und Mike Smith, die Northern-Soul-Nummern „Heartache (Hurry On By)“ und „When a Girl Really Loves You“. Bei Decca erschien 1965 ihre LP Who Says They Don't Write Good Songs Anymore?, mit Coverversionen von Hits der Ära wie „Downtown“, „The Girl from Ipanema“, „Where Did Our Love Go“ oder „The House of the Rising Sun“.
Mitte der 1960er-Jahre begann Marshall eine Beziehung mit Tubby Hayes; auf dessen Album Mexican Green (Fontana, 1968) gibt es ein Stück mit dem Titel A Dedication to Joy. Sie spielte weiterhin in dem im Londoner West End aufgeführten Musical Maggie May. Ein gemeinsames Album mit Gordon Beck, When Sunny Gets Blue: Spring '68 Sessions, erschien erst 2018; begleitet von Beck am Piano, John McLaughlin (Gitarre), Jeff Clyne (Bass) und Tony Oxley bzw. Johnny Butts (Schlagzeug) sang sie Titel wie „On a Clear Day“ und „Blame It on My Youth“.
Marshall wurde im November 1968 in ihrer Wohnung in Hammersmith tot aufgefunden. Sie starb an versehentlicher Überdosierung von Drogen und Alkohol. Tubby Hayes schrieb nach ihrem Tod einen weiteren Titel, der sich auf Marshall bezieht, „Song for a Sad Lady“, der auf seinem letzten Studioalbum The Orchestra (Fontana, 1970) erschien.

## Würdigung
Marc Myers sieht ihren Gesang als eine Mischung aus dem von Mary Wells und Carmen McRae. Roger Farbey meinte in All About Jazz, auch wenn Joy Marshall davon überzeugt war, ihr Gesang sei eher „am Rande des Jazz - ich glaube nicht, dass ich wirklich eine Jazzsängerin bin“, habe dies nicht verhindert, dass sie vier Jahre lang, von 1964 bis 1967 in die Melody-Maker-Jazzumfragen (britische Sektion) gewählt zu werden. Auf ihrem Album mit Gordon Beck sei Marshalls Stimme, ob jazzig oder nicht, äußerst wirkungsvoll.

## Diskographische Hinweise (Singles)
- 1962: Love Can Change So Many Things / Till the End of Time (Ember Records)
- 1964:  When You Hold Me Tight / Rain on Snow (Decca)
- 1964: Heartache Hurry On By / He's for Me (Decca)
- 1965:  My Love Come Home / When a Girl Really Loves You (Decca)
- 1966:  The More I See You / A Taste of Honey (Decca)
- 1968: And I'll Find You / I'm So Glad You're Back (Toast)